# Кауэр, Фердинанд
Фердинанд Август Кауэр (нем. Ferdinand August Kauer; 18 января 1751 — 13 апреля 1831) — австрийский композитор и пианист.

## Биография
Вырос в Моравии, изучал медицину в Трнаве, с 1777 г. обосновался в Вене. Для венских театров, в которых он много дирижировал, Кауэром было написано свыше 200 опер, из которых наибольшей известностью пользовалась «Дева Дуная» (нем. «Das Donauweibchen»; 1798), широко ставившаяся по всей Европе. Она легла в основу известной ранней русской оперы «Леста, днепровская русалка» (1803, часть номеров дописана Катерино Кавосом и Степаном Давыдовым. Кауэру принадлежит также 20 месс, много оркестровых и танцевальных произведений. В вариациях 1810 г. он впервые ввёл в европейскую академическую музыку ксилофон. Кауэр опубликовал также руководства по игре на скрипке, флейте, кларнете.